# ろいず珈琲館

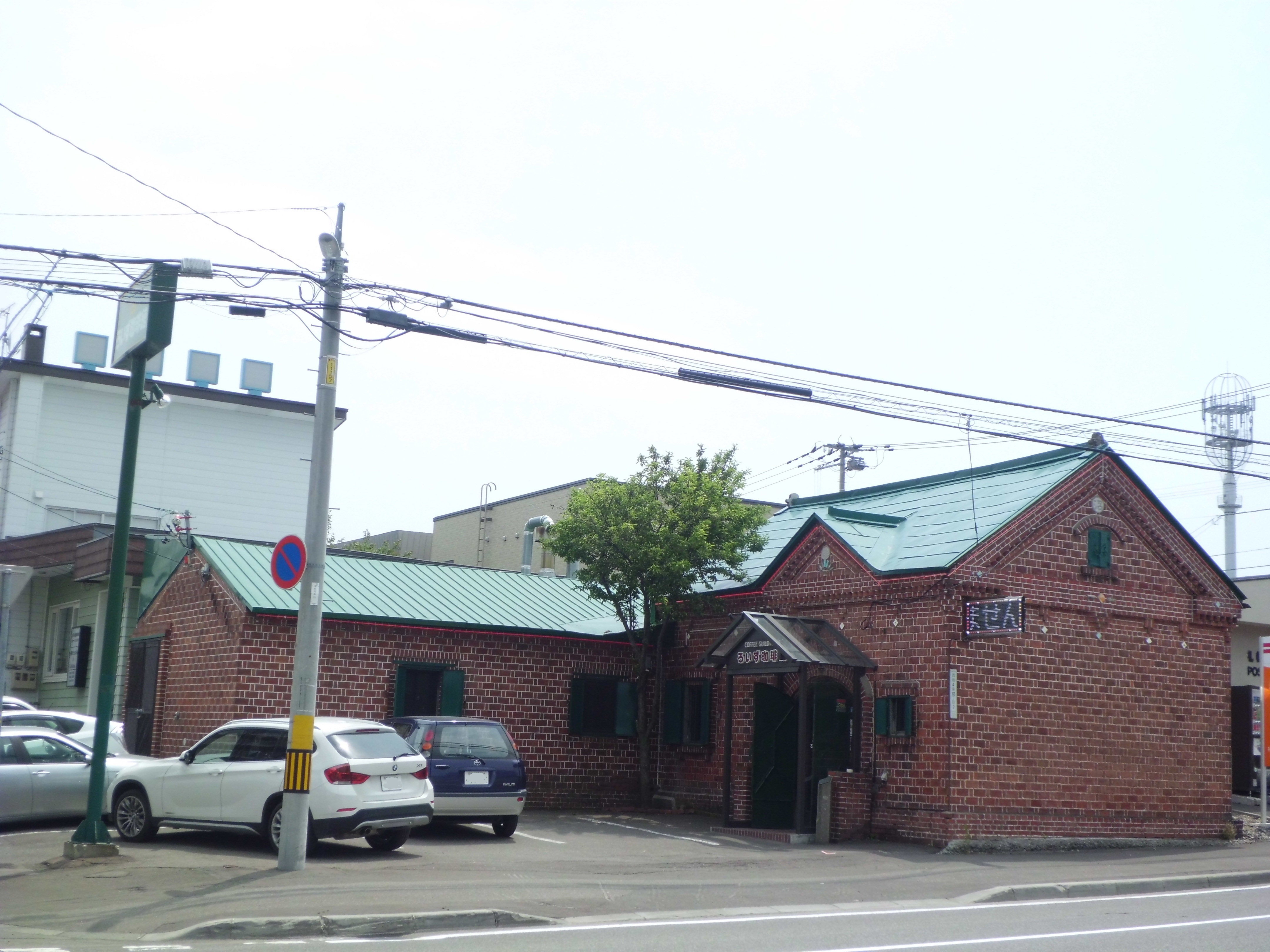
西岡店

ろいず珈琲館（ろいずコーヒーかん、LLOYD’S COFFEE）は、北海道札幌市に本社を置くロイズコーヒーユニオン株式会社が運営する喫茶店。2022年現在は札幌市と小樽市に2店舗を構える。なお、同じく札幌市に本社を置く製菓メーカー ロイズコンフェクトとは無関係の別法人。

## 沿革
1984年（昭和59年）4月、珈琲・紅茶・喫茶店食材の卸販売を主目的にロイズコーヒーユニオン有限会社設立。同年7月に「ろいず珈琲館 西岡店」を開店。1988年（昭和62年）に「ろいず珈琲館 円山店」、1998年（平成10年）には歴史的建築物の「旧小熊邸」を藻岩山麓へ移築し開業。さらに同年「珈琲百貨 ろいず珈琲館 あいの里店」、翌1999年「珈琲百貨 ろいず珈琲館 小樽店」、2001年には「ろいず珈琲館 石山通店」をオープンする。しかし、その後店舗展開を縮小。一時期は小樽店の1店舗のみとなったが、焙煎工場としていた西岡店を2017年12月に再び喫茶店としてリニューアルオープンした。

## 会社・店舗
- 本社 - 北海道札幌市豊平区西岡4条10丁目7-1[4]

- 西岡店 - 札幌市豊平区西岡4条10丁目7-1[4]
  - 西岡店の店舗は、「旧沼田家りんご倉庫」として札幌景観資産第16号に指定されている[5]。

- 小樽店 - 小樽市築港11番3号 ウイングベイ小樽 3番街WALL 1F[4]
  - 小樽店は開店当初はマイカル小樽（現ウイングベイ小樽）の1番街 小樽ビブレ1階にあり「ビブレ店」と称した時期もあった[6]。

### かつて存在した店舗
- 旧小熊邸 - 札幌市中央区伏見5丁目3-1[6]（2017年11月閉店[2]）
- 石山通店 - 札幌市中央区南21条西10丁目1-24[6]（2017年閉店[2][3]）
- 円山店 - 札幌市中央区南3条西24丁目[6]
- あいの里店 - 札幌市北区あいの里1条5丁目コープさっぽろあいの里店1階[6]

## 旧小熊邸

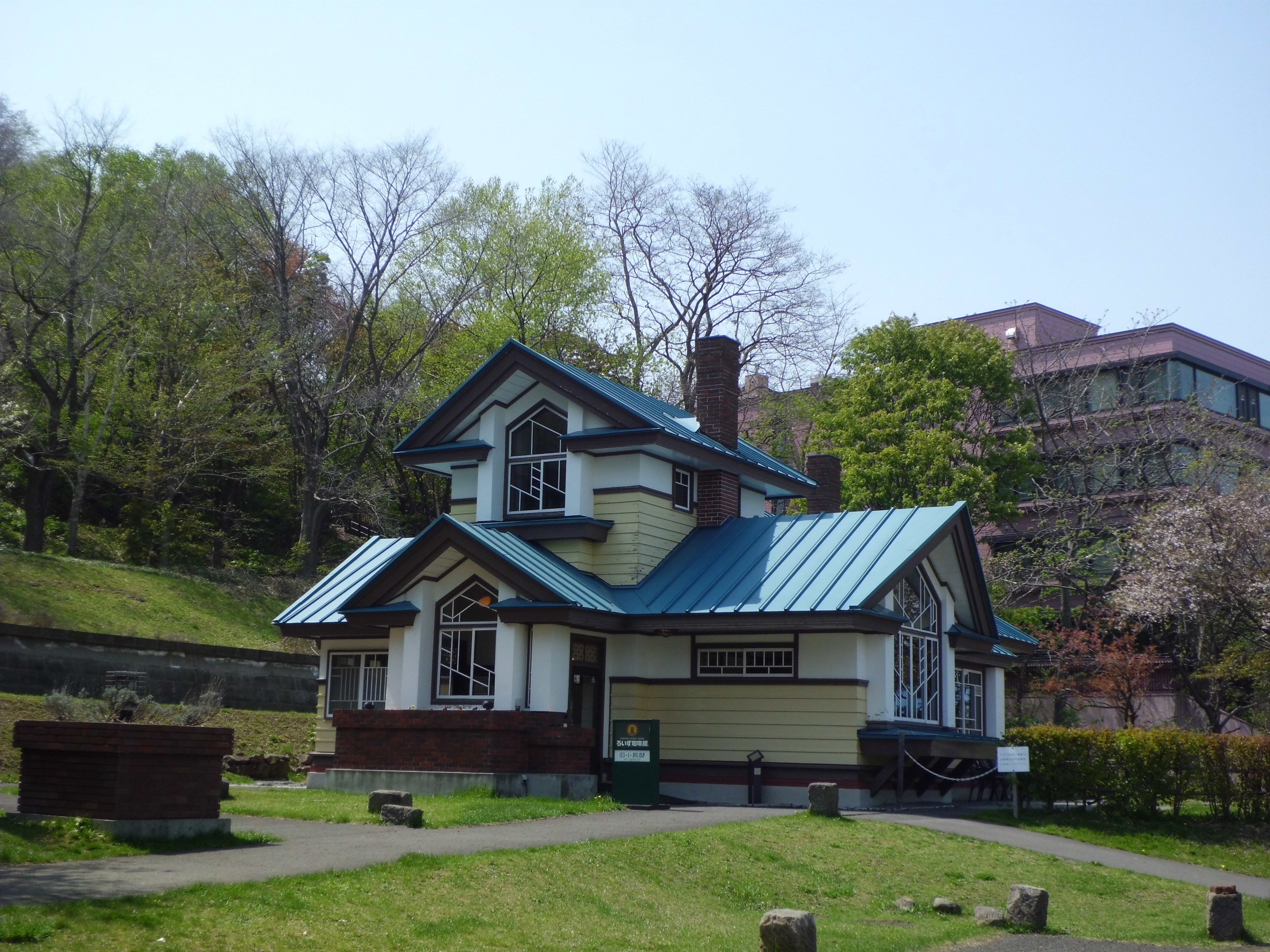
旧小熊邸

旧小熊邸の店舗は、バルーンフレーム構造の木造2階建てで、外壁の下部は横羽目板張り、上部は漆喰仕上げとなっている。
元来は1927年（昭和2年）に建てられた、田上義也の設計による小熊捍の自宅であり、田上の初期の代表作と言われる。当初の所在地は藻岩村大字円山村（後の札幌市中央区南1条西20丁目）だった。
1951年（昭和26年）、北海道銀行頭取・島本融が購入した後、田上が増改築を行っている。島本は自宅として使用していたが、1975年（昭和50年）以降は「北海道銀行円山クラブ」となった。
建物は北海道銀行が保有していたが老朽化が進行しており、解体を危惧する市民の保存運動の高まりによって1995年（平成7年）に「旧小熊邸の保存を考える会」が設立。藻岩山のふもとの札幌もいわ山ロープウェイの山麓駅近くに移築し喫茶店として活用することが決まり、市民団体、札幌市、札幌振興公社の他、テナントに決定したロイズコーヒーユニオンや移築施工業者の協力等によって、1998年（平成10年）いったん解体されてから伏見へと移築された。
この建物はさっぽろ・ふるさと文化百選のNo.11、ならびに札幌景観資産第4号に指定されている。
ろいず珈琲館としての営業は、2017年（平成29年）11月に終了し、2022年現在はドリーバーデンがフライ・フィッシングショップ、カフェとして営業している。